# والتر إسكوبار
والتر إسكوبار (بالإسبانية: Walter Escobar)‏ (26 سبتمبر 1968 في كولومبيا - ) هو لاعب كرة قدم كولومبي في مركز الهجوم. شارك مع منتخب كولومبيا لكرة القدم. أما مع النوادي، فقد لعب مع أتلتيكو ناسيونال وأتليتيكو هويلا وأوليمبيا أسونسيون وإنديبندينتي ميديلين وديبورتيفو باستو وديبورتيفو كالي وديفينسور سبورتينغ ونادي سانتانيكوس أسوشيتد وCortuluá ‏ وديبورتيفو بيريرا وأتلتيكو كالي.

## وصلات خارجية
- والتر إسكوبار على موقع قاعدة بيانات كرة القدم.إي يو (الإنجليزية)
- والتر إسكوبار على موقع ناشيونال فوتبول تيمز (الإنجليزية)